# Heinkel P.1073
O Heinkel P.1073 foi uma caça a jato planeado pela Heinkel, na Alemanha. O projecto sofreu uma modificação para a Heinkel ter uma melhor chance de ganhar o concurso Volksjäger, concurso este que visava um caça a jato para a Luftwaffe, e que acabou por ser ganho pela própria Heinkel. A aeronave vencedora, o monomotor Heinkel He 162, foi buscar muitos aspectos ao P.1073.

## Variantes
A Heinkel planeou quatro variantes do P.1073:
- Heinkel P.1073.01
- Heinkel P.1073.02
- Heinkel P.1073.03
- Heinkel P.1073.04 - trimotor, variante original do projecto[1]